# Tage Danielsson
Tage Ivar Roland Danielsson, född 5 februari 1928 i S:t Lars församling i Linköping, död 13 oktober 1985 på Lidingö, var en svensk författare, poet, manusförfattare, filmregissör, skådespelare och komiker. Han utgjorde ena halvan av komikerduon Hasse och Tage.

## Biografi

### Tidiga år
Tage Danielssons rötter i Östergötland sträcker sig på fädernet åtminstone 13 generationer bakåt; främst är det Kinda och Valkebo härader som berörs. Tage Danielsson var son till Ivar (1891–1972) och Elsa Danielsson (1898–1974). Han hade en äldre bror, Karl (1922–2000) samt en yngre bror, Sören (1939–1947).
Som barn tillbringade Danielsson mycket tid i Linköpings folkets park, där hans mor arbetade i kiosken och dit hans far körde buss. Från åtta års ålder tills han tog studenten hjälpte han till med städning samt godis- och biljettförsäljning. Här fick han också sin första kontakt med teater, då det spelades allt från revyer till seriösare dramer med dåtidens stora skådespelare.
Inspirerade av detta spelade barnen själva teater i ett område kallat Lektorshagen. Danielsson själv ansågs dock för blyg och fick till en början ägna sig åt att hala ridån och skriva programblad till föreställningarna. Han hade dock lätt för sig i skolan och hans föräldrar övertalades av läraren att låta sonen läsa vidare på läroverket, där han var medlem i föreningen Sällskapet för Vitterhet och Häfd. Det var ett beslut som föräldrarna knappast ångrade då Danielsson 1948 tog studenten med toppbetyg i allt utom gymnastik och kemi.
Efter studentexamen skrevs Danielsson år 1949 in vid Uppsala universitet. Han engagerade sig i Östgöta nations spex och satte bland annat upp spexet Gustav Hasa eller Glid i natt eller I fara i Mora tillsammans med Hans "Hatte" Furuhagen. Danielsson blev senare också medlem i Juvenalorden där en humor som kännetecknas av kvickhet, lärdom och travesti på kulturarvet odlas. Östgöta nations pub har fått namnet Tages Källare efter Tage Danielsson.

### Sveriges Radio, Hasseåtage

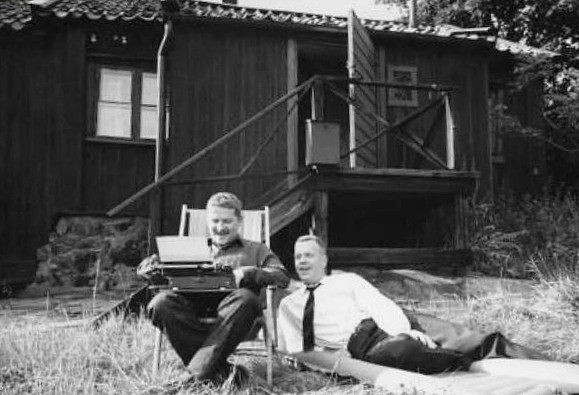
Hasse och Tage utanför Svenska Ords skrivstuga på Södermalm, tidigt 1960-tal.

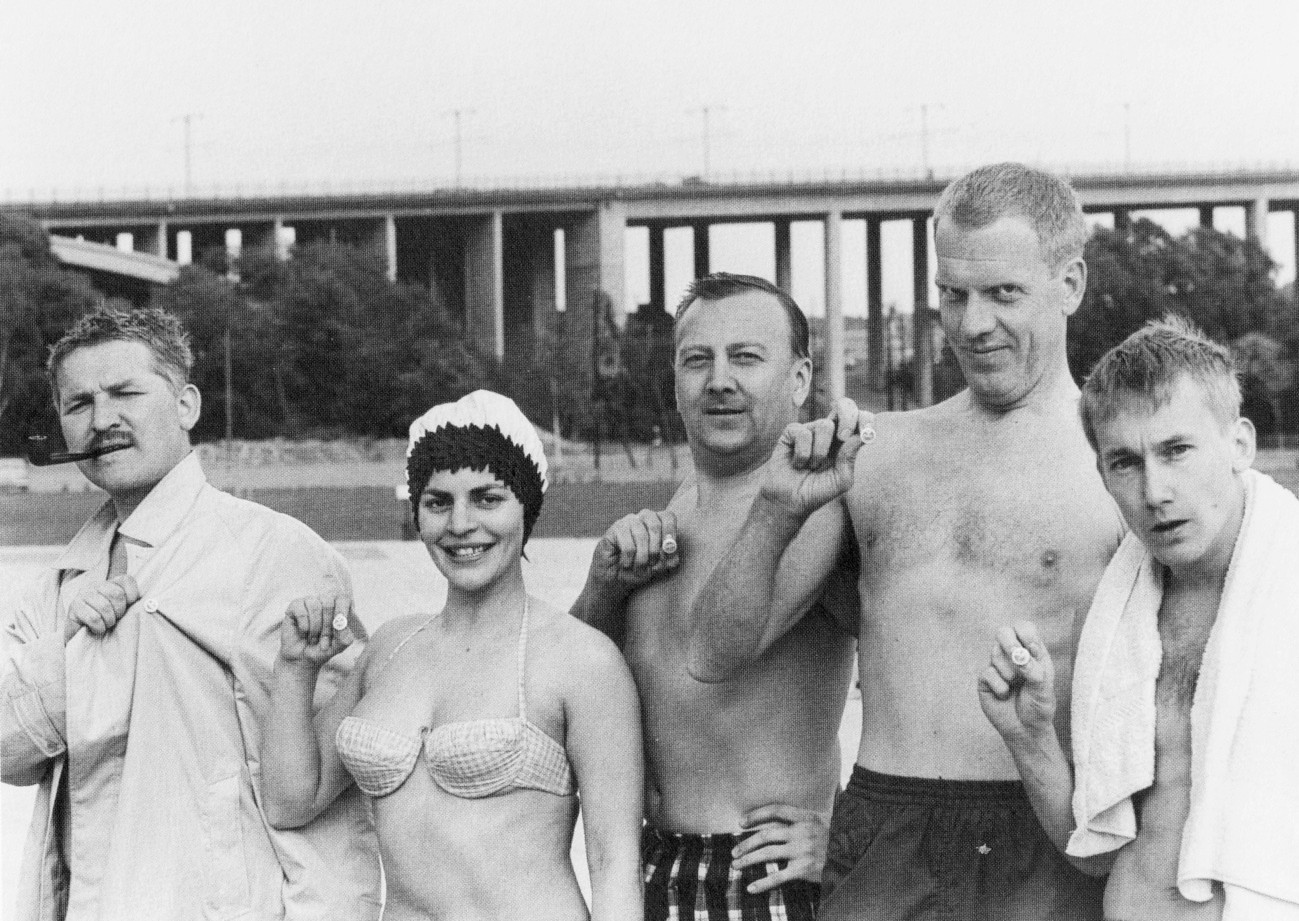
Från vänster: Hans Alfredson, Lissi Alandh, Mille Schmidt, Tage Danielsson och Gösta Ekman med simborgarmärket 1962.

Efter studietiden började Danielsson arbeta på Sveriges Radio, där han 1954 sände sitt första program, med titeln Andersson i nedan, ett slags radiokåseri där en person på månen pratade med en man på jorden. År 1959 blev han Radions underhållningschef och var mannen bakom grundandet av programmet Sommar i P1. Han kom under radioåren i kontakt med Hans Alfredson och de två kom att bli kända som Hasseåtage, en duo som kom att dominera svensk underhållning under 1960- och 1970-talen. Deras samarbete blev grunden till AB Svenska Ord.
Tillsammans gjorde Alfredson och Danielsson många revyer, bland annat Gula hund (1964) och Svea Hund (1976), filmer som Att angöra en brygga (1965) och Picassos äventyr (1978) samt revylustspelet Fröken Fleggmans mustasch (1982), som blev deras sista gemensamma produktion.

### Författarskap och senare år

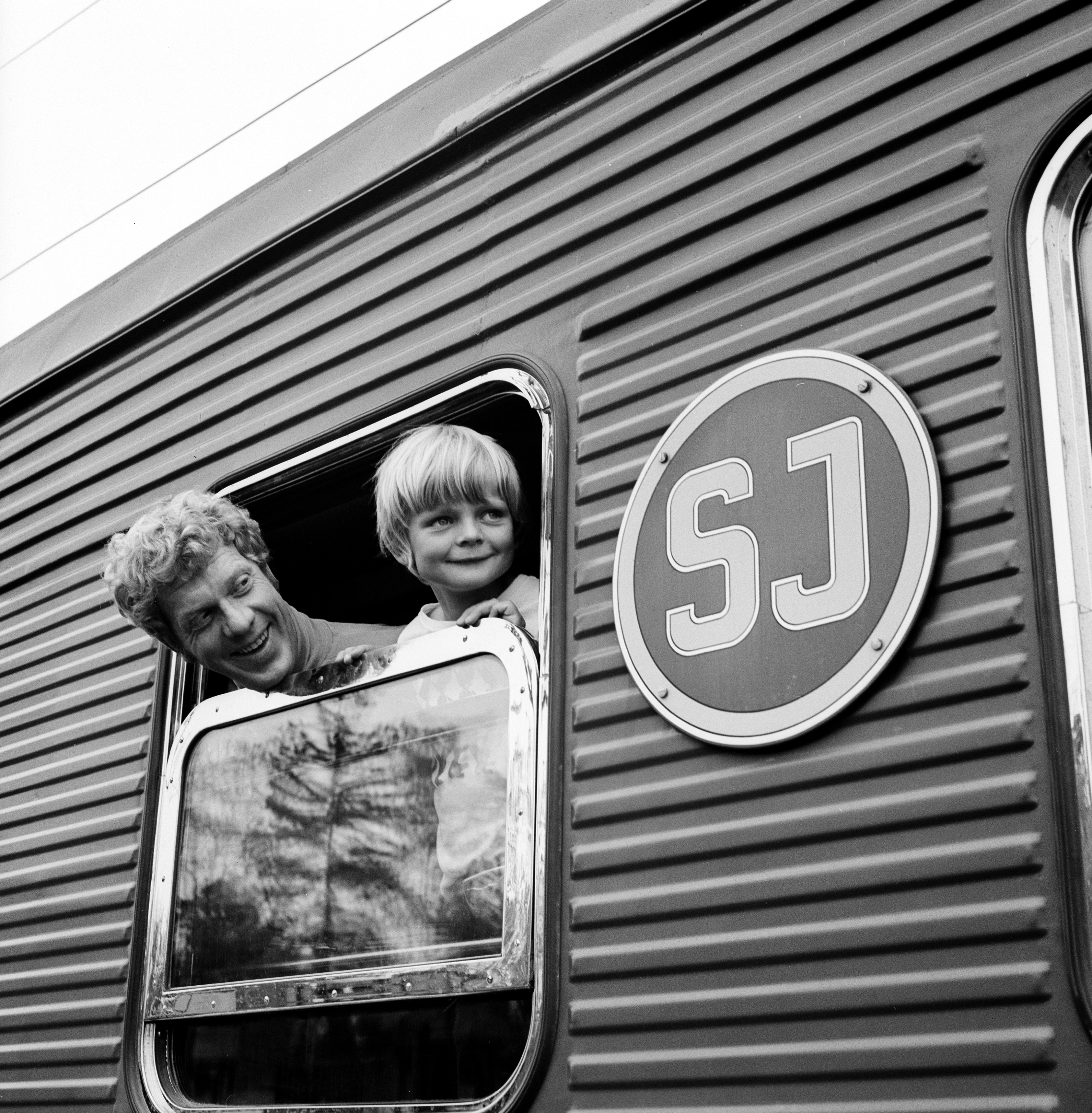
Tage Danielsson tillsammans med barnskådespelaren James Dickson under inspelningen av Herkules Jonssons storverk.

Samtidigt med samarbetet med Alfredson skrev Danielsson flera böcker och gjorde filmer på egen hand; bland dessa kan nämnas böckerna Sagor för barn över 18 år (1964) och Tage Danielssons Postilla (1965), filmerna Mannen som slutade röka (1972) och Ronja Rövardotter (1984) samt musikalen Animalen (1979) med musik av Lars Johan Werle. Mest känd är Danielsson kanske för Sagan om Karl-Bertil Jonssons julafton, ursprungligen en av berättelserna i Sagor för barn över 18 år. Varje julafton visas den i TV, animerad av Per Åhlin, en illustratör som ofta samarbetade med både Hasse och Tage. Nämnas bör även Herkules Jonssons storverk, julkalendern i TV 1969, och barnprogrammet Klotet 1973 som han gjorde tillsammans med Ulla Danielsson. Danielssons humor kan beskrivas som tidsmedveten och satirisk.
En kort tid efter att Danielsson medverkat vid humanistdygnet i Linköping 1985 avled han i sviterna av malignt melanom. Han fick en borgerlig begravning, som ägde rum den 24 oktober på Skogskyrkogården i Stockholm och direktsändes i TV. Han är begravd på Lidingö kyrkogård.

## Samhällsengagemang

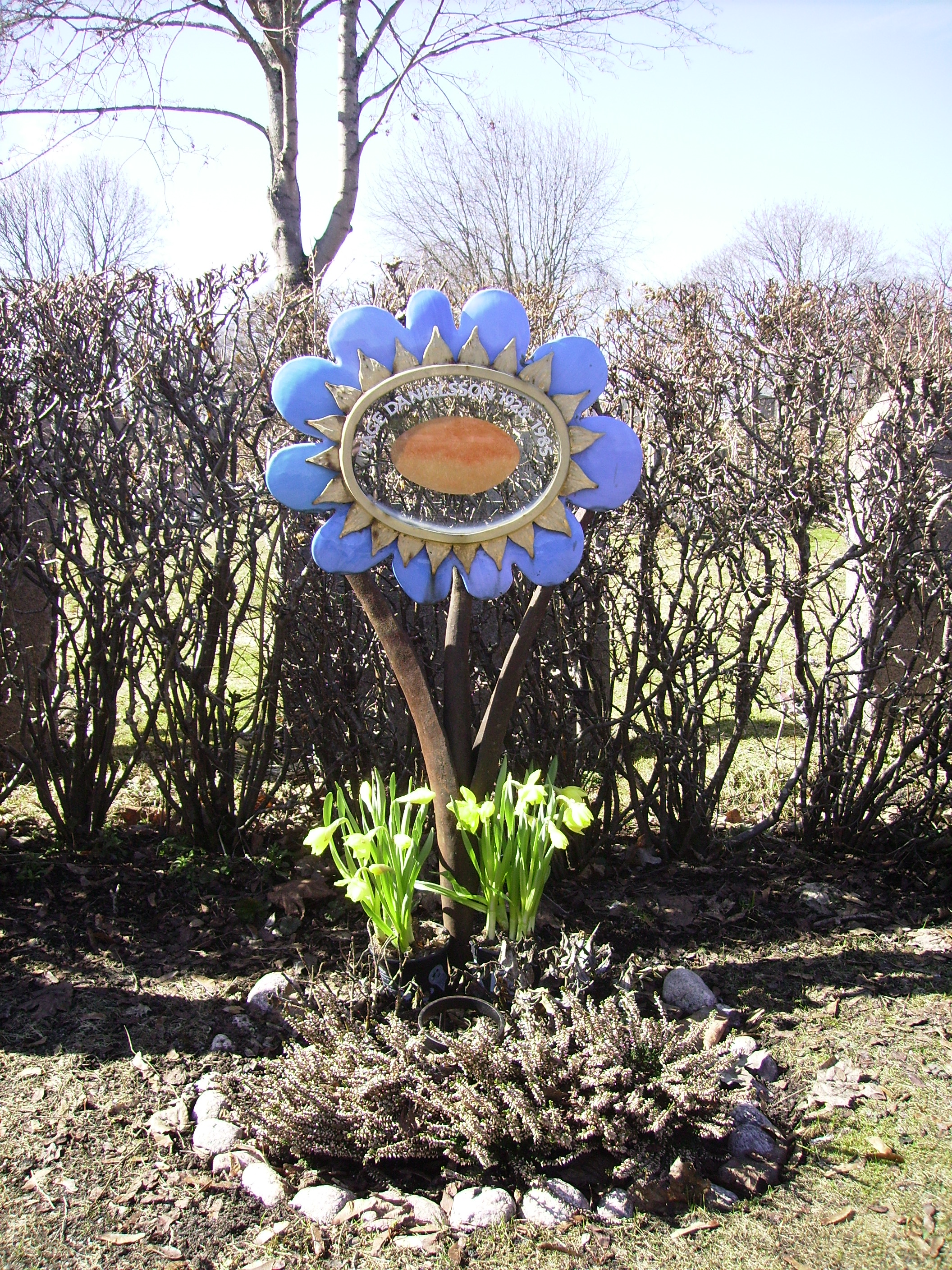
Tage Danielssons grav på Lidingö kyrkogård.

Danielsson var i grunden socialdemokrat och 1968 skrev han en kampanjbok för Socialdemokraterna med namnet En soffliggares dagbok. Men under 1970-talet blev han efter hand allt mer kritisk mot socialdemokratin som han såg som maktfullkomlig och svikande sina ideal från 1930- och 40-talen. Hans besvikelse stärktes av att IB-affären avslöjades 1973. Danielssons text till Var blev ni av till revyn Svea Hund 1976 speglar hans syn på den förda politiken:
"Var blev ni av, ljuva drömmar om en rimligare jord, ett nytt sätt att leva? Var det bara tomma ord? Var är dom nu, dom som påstod att dom hade alla svar, men svek alla oss och valde makten? Dom är kvar."
Danielsson förklarade sin syn på socialismen: 
”Om man är socialist måste man göra klart för sig vilken form av socialism som den svenska socialdemokratin bör vara på väg mot. Då tycker jag att den socialism som syndikalisterna förespråkar, med ett minimum med maktkoncentration och med bibehållna mänskliga fri- och rättigheter, är betydligt intressantare än de vanliga formerna av socialism.”
Från mitten av 1970-talet började han publicera dagsverser (tankar från roten) i den syndikalistiska tidskriften Arbetaren. Med sin ironiska underfundighet drev han med det mesta i sin samtid, inte minst kärnkraft och just IB-affären. Dagsverserna publicerades i flera böcker: Tanke från roten (1976), Rotbok (1977) och Samlade tankar om kärnkraft 1974-1980 (1980). Allt samlades i boken Samlade tankar från roten (1985).
Den av de texter som kanske mest förknippas med hans namn är monologen Om sannolikhet, med anledning av kärnkraftsolyckan vid Harrisburg år 1979 och den "försumbara" sannolikheten att det skulle kunna hända igen. I folkomröstningen 1980, om den svenska kärnkraftens eventuella utbyggnad, stödde han följaktligen linje 3 (avveckling). Under 1980-talet blev Danielssons samhällsengagemang allt större. Han höll ett uppmärksammat tal vid FN-dagen 1982. Hösten 1984 publicerade tidningen Expressen Mordet på Solidariteten - en debattartikel av Danielsson om tillståndet i Sverige under Socialdemokraternas och de borgerliga partiernas styre.

## Eftermäle
Linköpings kommun har instiftat ett pris till Tage Danielssons minne, som delas ut vartannat år. Vid korsningen Vasavägen och Östgötagatan i centrala Linköping finns en staty av stadens son. Statyn är gjord av Karl Göte Bejemark och föreställer Danielsson i ett karnevalståg utklädd till lärare. Alldeles i närheten har en utomhusscen fått namnet Tages hörna, belägen mellan Konsert & Kongress Linköping och Östergötlands museum. 58°24′50″N 15°36′55″Ö / 58.41389°N 15.61528°Ö

## Filmografi
| År   | Titel                                  | Medverkan | Medverkan    | Medverkan                               | Medverkan |
| År   | Titel                                  | Regissör  | Skådespelare | Roll                                    |           |
| ---- | -------------------------------------- | --------- | ------------ | --------------------------------------- | --------- |
| 1964 | Svenska bilder                         | Ja        | Ja           | kusin nr 1                              |           |
| 1965 | Att angöra en brygga                   | Ja        | Ja           | Direktör Olsson                         |           |
| 1967 | Mosebacke Monarki (TV-serie)           | Ja        | Ja           |                                         |           |
| 1967 | Skrållan, Ruskprick och Knorrhane      |           | Ja           | Knorrhane                               |           |
| 1968 | I huvet på en gammal gubbe             | Ja        | Ja           | En lastbilschaufför                     |           |
| 1969 | Herkules Jonssons storverk (TV-serie)  | Ja        | Ja           | Olle Jonsson/Bara Jonsson               |           |
| 1971 | Äppelkriget                            | Ja        | Ja           | Bernhard Lindberg                       |           |
| 1972 | Mannen som slutade röka                | Ja        | Ja           | Man i operapubliken                     |           |
| 1973 | Klotet                                 | Ja        | Ja           | Tage som har kontakt med en utomjording |           |
| 1975 | Ägget är löst!                         |           | Ja           | Hovmästare                              |           |
| 1975 | Släpp fångarne loss – det är vår!      | Ja        | Ja           | Fridas vän                              |           |
| 1975 | Sagan om Karl-Bertil Jonssons julafton |           | Ja           | Berättarröst                            |           |
| 1978 | Picassos äventyr                       | Ja        | Ja           | Teaterbesökare                          |           |
| 1981 | Sopor                                  | Ja        |              |                                         |           |
| 1981 | Tuppen                                 |           | Ja           | En biroll som cyklist                   |           |
| 1983 | P&B                                    |           | Ja           | Tiggare                                 |           |
| 1984 | Ronja Rövardotter                      | Ja        |              |                                         |           |
| 1985 | Falsk som vatten                       |           | Ja           | Partygäst                               |           |

## Teater

### Revyer (ej komplett)
| År        | Produktion                                                | Regi            | Teater        |
| --------- | --------------------------------------------------------- | --------------- | ------------- |
| 1964      | Gula hund, revy Hasse och Tage                            | Tage Danielsson | Chinateatern  |
| 1969      | Spader, Madame! eller Lugubert sa Schubert Hasse och Tage | Tage Danielsson | Oscarsteatern |
| 1976      | Svea Hund på Göta Lejon                                   |                 | Göta Lejon    |
| 1979-1980 | Under Dubbelgöken                                         |                 | Berns         |

## Böcker om Tage Danielsson
- Tonström, Göran (1994). Hasse och Tage och deras Svenska ord. Ica
- Schöier, Staffan; Stefan Wermelin (2005). Hasse & Tage Svenska Ord & Co Saga & Sanning. Bonnier
- Gustafson, Klas (2008). Tage Danielssons tid. Wahlström & Widstrand

## Priser och utmärkelser
- Karl Gerhards hederspris, med  Hans Alfredson,  1968
- Gustaf Fröding-stipendiet,  1969
- Guldbaggen för bästa regi, för Äppelkriget,  1972
- Evert Taube-stipendiet, med  Hans Alfredson,  1972
- Magnoliapriset, med  Hans Alfredson,  1976
- Hedersdoktor vid Linköpings universitet,  1980
- Lisebergsapplåden, med  Hans Alfredson,  1980[6]
- Litteris et Artibus,  1981
- Linköpings kommuns honnörsstipendium,  1985

[Redigera Wikidata]